# Earl Grey (Tee)
Earl Grey ist die Bezeichnung einer Teemischung aus schwarzem Tee. Ursprünglich bestand sie ausschließlich aus chinesischen Teesorten. Sie wird traditionell mit dem feinen, duftig-bitteren Öl der Bergamotte-Frucht leicht aromatisiert. Handelsüblicher Earl Grey wird jedoch meist künstlich aromatisiert.

## Entstehungsgeschichte
Die Teesorte wurde nach Charles Grey, 2. Earl Grey, benannt. Er hob 1833 als britischer Premierminister das Preismonopol der East India Company im Teehandel mit China auf. Allerdings ist die Teesorte Earl Grey nicht die Erfindung der Person Earl Grey.
Ein „Grey’s Tea“ ist seit den 1850er Jahren bekannt, aber die erste belegte Referenz eines „Earl-Grey-Tees“ sind Anzeigen der Firma Charlton & Co. in der Jermyn Street in London in den 1880er Jahren.
Earl Grey wird heute nicht mehr nur aus chinesischen Teesorten gemischt.
Das typische Bergamotte-Aroma kommt heute nicht immer allein von natürlichem Bergamottöl. Stattdessen wird oft, besonders bei billigen Tees, naturidentisches Aroma zugesetzt. Es gibt auch grünen Earl Grey und Earl Grey versetzt mit einem (feinen) Raucharoma.
Eine Variante des Earl Grey mit dem Zusatz von Orangen- und Zitronenschalen sowie Zitronenaroma wird als Lady Grey bezeichnet.

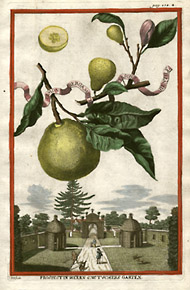
Kolorierte Zeichnung der Bergamotte-Frucht von Johann Christoph Volckamer
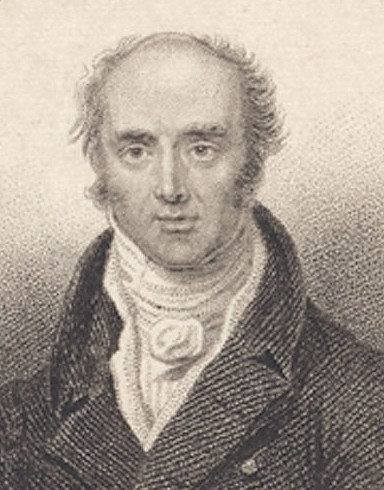
Charles Grey (1764–1845), Viscount Howick und 2. Earl Grey

## Legenden
Zu der Erfindung des Earl Grey gibt es mehrere Legenden. Ein Teil dieser Legenden soll nicht belegbar sein.
- Der Tee wurde aus Dank nach Charles Earl Grey benannt, da dieser 1832 eine Parlamentsreform zum Verbot des Sklavenhandels in England auf den Weg brachte.[4]
- Ein Bediensteter des Earl soll einen Mandarin in China vor dem Ertrinken gerettet haben und wurde zum Dank mit dem Rezept des Tees beschenkt.[4][6]
- Das Aroma des Bergamottöles wurde eingesetzt, um den kalkigen Geschmack des Wassers im Familiensitz des Earls zu überdecken.[4]
- Lady Grey soll Gäste in London mit dem Tee verköstigt haben und wurde daraufhin gefragt, ob dieser käuflich zu erwerben sei.[4]
- Die Teekisten wurden mit Bergamottöl versehen, um diese vor Schädlingen beim Transport von China nach England zu schützen.[4]
- Beim Transport soll ein Teil der Teeladung umgekippt und Bergamottöl aus einem umgekippten Fass über die Teeladung gelaufen sein. Der auftraggebende Earl ließ sich den Tee zeigen und probierte. Daraufhin soll er den Tee so gut gefunden haben, dass er diesen nicht entsorgen ließ. Daraufhin begann er den Tee zu produzieren und zu verkaufen.[4][5][6]